# Georgi Sarmow
Georgi Zdrawkow Sarmow (auch Georgi Zdravkov Sarmov geschrieben, bulgarisch Георги Сърмов; * 7. September 1985 in Burgas) ist ein bulgarischer Fußballspieler.

## Karriere

### Verein
Sarmow begann seine Karriere 1995 bei Neftochmic Burgas. 2006 wechselte er zu FC Tschernomorez Burgas, den er nach einer halben Saison 2007 in Richtung Lewski Sofia verließ. Seit der Saison 2006/07 gewann der Mittelfeldspieler zwei Meisterschaften, einmal den Pokal und zweimal den bulgarischen Supercup. Im Sommer 2010 verließ er Sofia und wechselte zu Kasımpaşa Istanbul in die türkische Süper Lig. In der Saison 2010/11 musste er mit seinem neuen Verein absteigen. Er blieb dem Klub auch eine Liga tiefer erhalten und schaffte den Wiederaufstieg. Im Sommer 2013 kehrte er nach Bulgarien zurück, wo ihn Botew Plowdiw unter Vertrag nahm. Ein Jahr später kehrte Sarmow zu Lewski zurück. Über die weiteren Stationen Poli Timișoara, Beroe Stara Zagora und Dacia Chișinău kam er zur Spielzeit 2017/18 zu SFK Etar Weliko Tarnowo.
Bereits vor dem Ende der Spielzeit 2018/19 gab der Chemnitzer FC im April 2019 die Verpflichtung von Georgi Sarmow zur Drittligasaison 2019/20 bekannt. In Chemnitz blieb Sarmow bis zur Winterpause 2019/20. Im Februar 2020 wechselte er in die erste bulgarische Liga zu Witoscha Bistriza. Zur Saison 2020/21 wechselte er in die zweite bulgarische Liga zu Septemwri Sofia.

### Nationalmannschaft
International spielte Sarmow bisher vier Mal für die Nationalmannschaft Bulgariens. Sein Debüt gab er am 12. August 2009 im freundschaftlichen Länderspiel gegen Lettland. Sarmov wurde zur Halbzeit für Tschawdar Jankow eingewechselt. Das Spiel in Sofia wurde 1:0 gewonnen.

## Erfolge
- Bulgarischer Meister: 2007, 2009
- Bulgarischer Pokalsieger: 2007
- Bulgarischer Supercupsieger: 2007, 2009